# Highfield Road
Highfield Road Stadium – nieistniejący stadion piłkarski w Coventry, w Wielkiej Brytanii. Przez 106 lat swoje mecze rozgrywał na nim zespół Coventry City. Został pierwszym stadionem w Anglii, który posiadał wyłącznie miejsca siedzące. 
Pierwszy mecz na Highfield Road, w obecności 3 000 kibiców, odbył się 9 września 1899; przeciwnikiem Coventry City był Shrewsbury Town. 
Rekordową frekwencję zanotowano 29 kwietnia 1967 roku; mecz Coventry City - Wolverhampton Wanderers obejrzało 51 455 widzów. 16 marca 1968 główna trybuna (Main Stand) została zniszczona przez pożar.
Ostatni mecz odbył się 30 kwietnia 2005 roku. Rok później stadion został zburzony, a w jego miejscu powstały budynki mieszkalne. 
Podział stadionu ze względu na trybuny był następujący:
- South Stand
- West Stand
- The Spion Kop
- Main Stand